# Marquesado del Moscoso

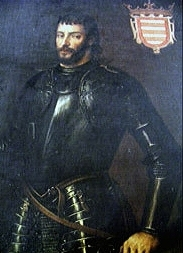
Juan Arias de Saavedra. I señor del Castellar. Anónimo. Escuela Española Siglo XVII. Copia existente en el Ayuntamiento de Castellar de la Frontera. De la Galería de Retratos encargada por el I marqués del Moscoso.

El marquesado del Moscoso es un título nobiliario español que el rey Carlos II otorgó en 1679 a Juan Arias de Saavedra Alvarado y Ramírez de Arellano, IV señor del Moscoso y del Loreto, Alguacil Mayor de la Inquisición de Sevilla, Capitán de caballos coraza y miembro fundador de la Real Maestranza de Caballería de Sevilla. Su nombre se refiere al cortijo de El Moscoso, en el municipio andaluz de El Viso del Alcor, en la provincia de Sevilla.
Este título de Castilla proviene del antiguo linaje de los Saavedra, trayendo causa directa del señorío de Castellar, concedido en 1454 por Juan II al Alfaqueque Mayor de Castilla,
Juan Arias de Saavedra, en premio, entre otros méritos, por la conquista y defensa de la Villa de Castellar de la Frontera. Merced que Carlos I elevaría a Condado en 1539.
A continuación, en 1540, el beneficiario de este privilegio, Juan Arias de Saavedra, I conde de Castellar, junto a su mujer María Pérez de Guzmán Figueroa y Manuel, (nieta del I duque de Medina Sidonia y del I Conde de Feria), fundaron un mayorazgo para su hijo segundogénito Juan de Saavedra, I señor del Moscoso, situado principalmente en el Aljarafe (Haciendas y Convento del Loreto, Umbrete, Espartinas, etc.) y en El Viso del Alcor, quedando el título de conde de Castellar en su hermano primogénito Fernando.
A este mayorazgo del Moscoso se le fueron uniendo por matrimonio los mayorazgos de los Alvarado (Dehesa Pocarivera, en Badajoz), los Ramírez de Cartagena (Salteras), los Neve (juros y tributos en Sevilla) y los Ramírez de Arellano (Villaescusa de Haro), hasta obtener definitivamente en 1679, de manos de Carlos II, la merced del marquesado.
A principios del siglo XIX el V marqués del Moscoso obtendría de nuevo el Condado de Castellar, título matriz del linaje, que permanecería en la casa hasta 1852 en que lo obtuvo por sentencia judicial el Duque de Medinaceli.
A fines del siglo XIX la casa incorporó el condado de Gómara y a principios del siglo XX el marquesado del Valle de la Reina, por el matrimonio de María Justa Arias de Saavedra y Pérez de Vargas, con José María de León y Manjón.

### Marqueses del Moscoso
|                        | Titular                                         | Periodo                |
| Creación por Carlos II | Creación por Carlos II                          | Creación por Carlos II |
| ---------------------- | ----------------------------------------------- | ---------------------- |
| I                      | Juan Arias de Saavedra y Ramírez de Arellano    | 1679-1687              |
| II                     | Antonio Arias de Saavedra y Neve                | 1687 -1696             |
| III                    | Tomás Arias de Saavedra y Neve                  | 1697-1713              |
| IV                     | Francisco Arias de Saavedra y Bulegue           | 1714- ?                |
| V                      | Joaquín Arias de Saavedra y Santa Cruz          | 1755-?                 |
| VI                     | Antonio María Arias de Saavedra y Caro-Tabera   | ?-1826                 |
| VII                    | Joaquín Arias de Saavedra y Araoz               | 1827-1879              |
| VIII                   | Antonio Arias de Saavedra y Pérez de Vargas     | 1880-1926              |
| IX                     | María Justa Arias de Saavedra y Pérez de Vargas | 1927 - 1949            |
| X                      | Antonio de León y Arias de Saavedra             | 1949 - 2015            |
| XI                     | Concepción Herrera de León                      | 2019 -                 |

## Señores de Castellar

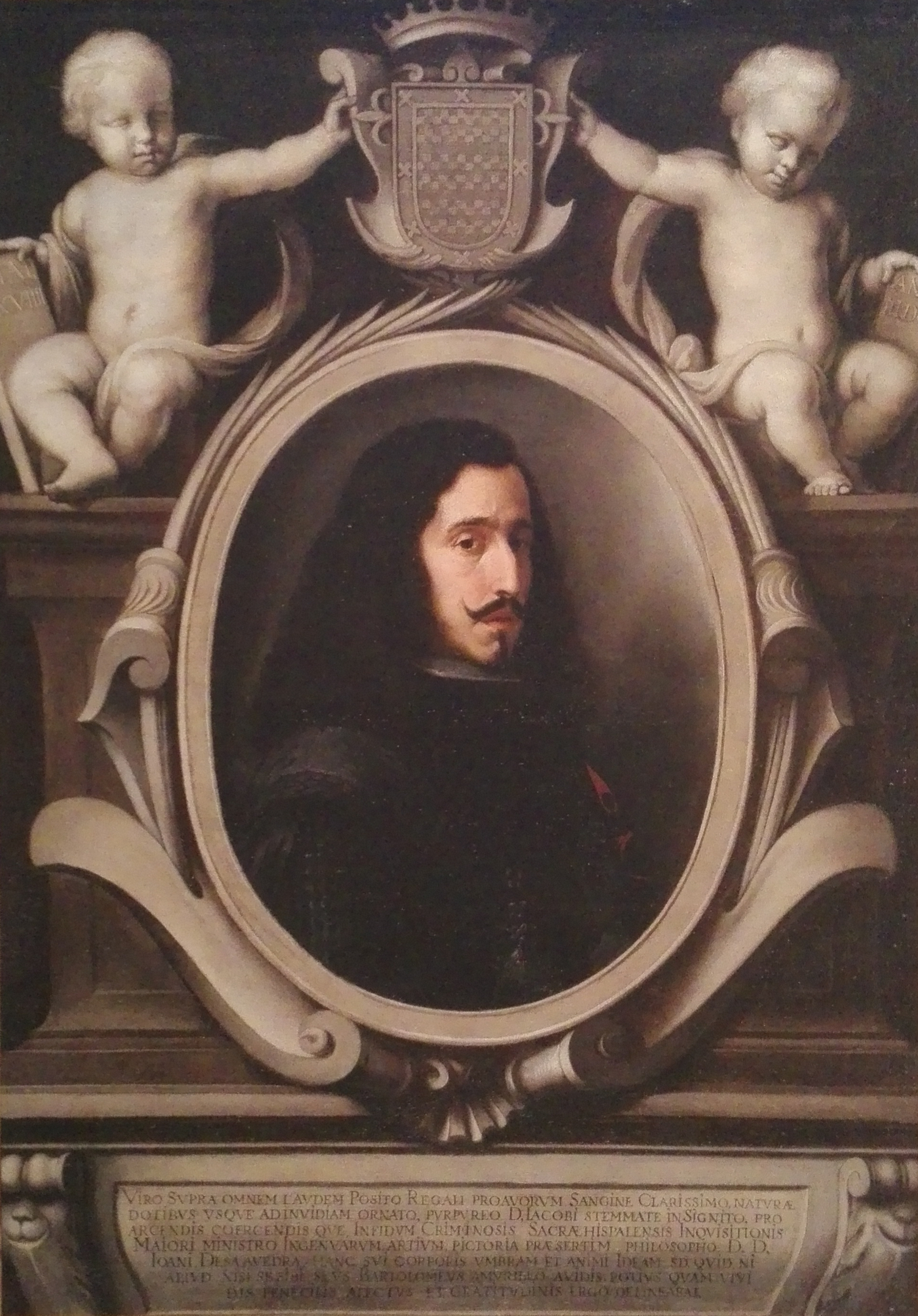
Retrato de Juan Arias de Saavedra, I marqués del Moscoso. Bartolomé Esteban Murillo. 1650. Colección de los Duques de Cardona

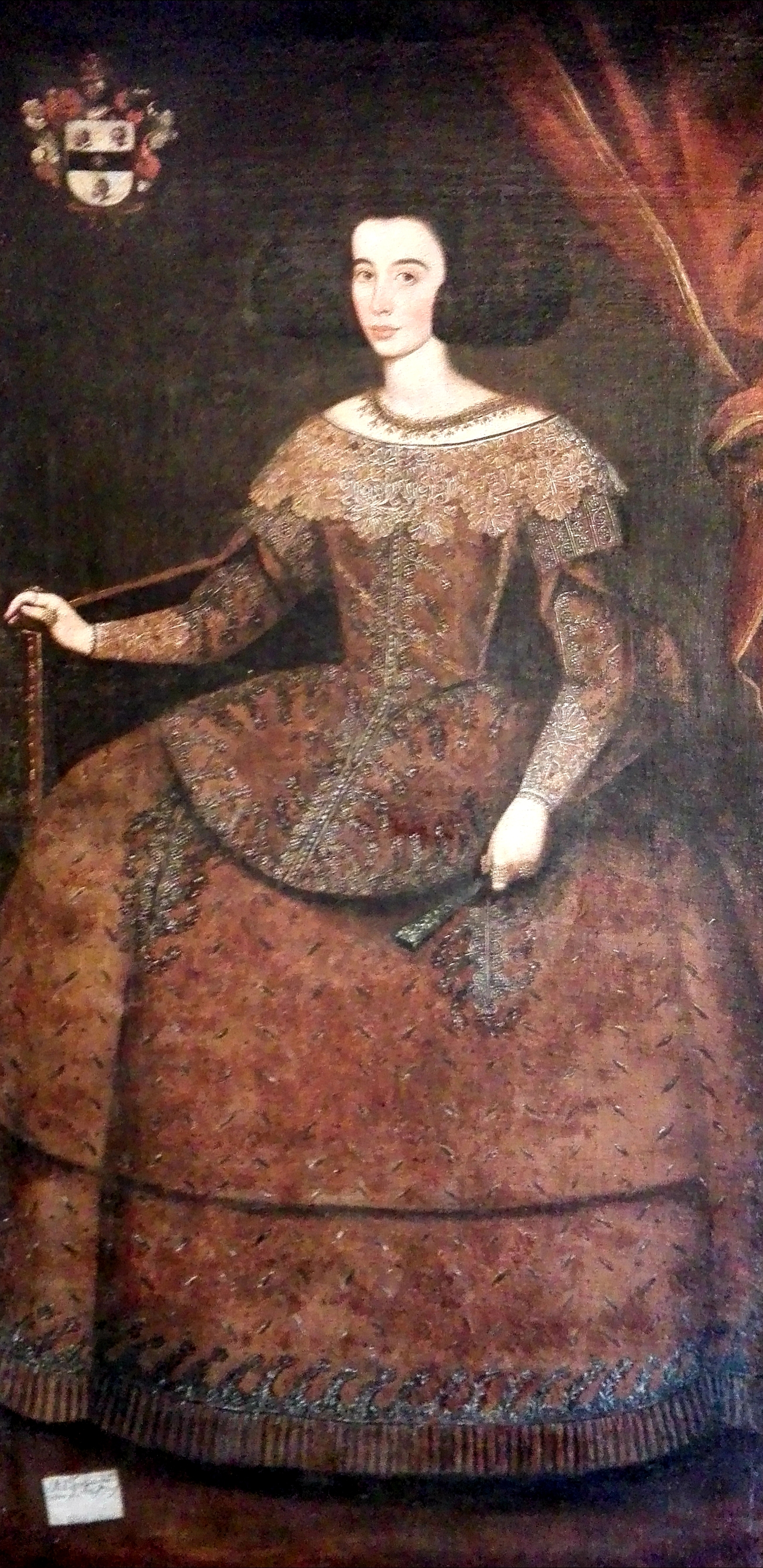
Luisa Francisca de Neve y Ramírez de Cartagena. I marquesa del Moscoso. Hacia 1641. Escuela española. Colección del M. del Moscoso.jpg

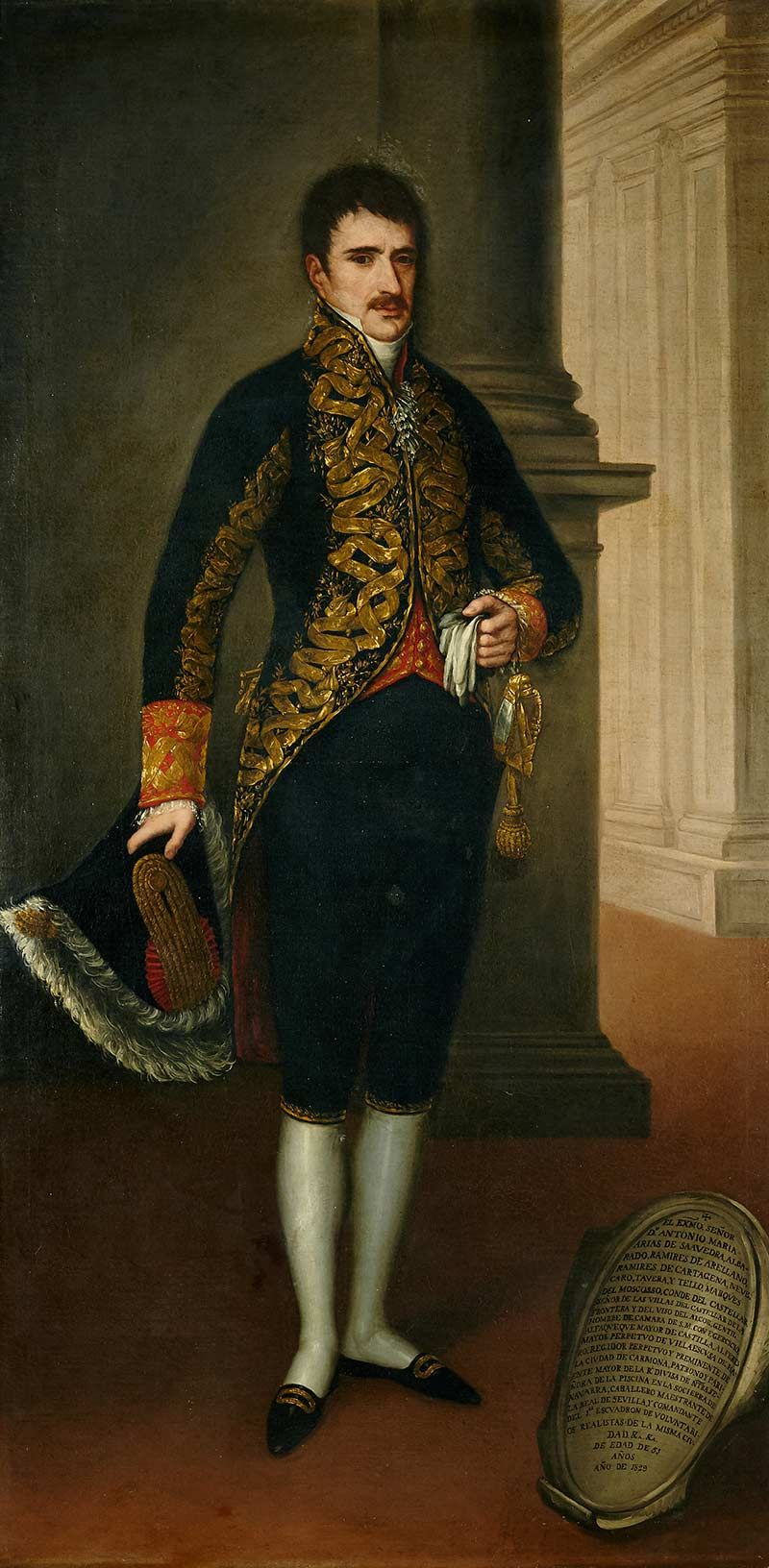
Antonio María Arias de Saavedra, VI marqués de Moscoso y XIV conde de Castellar. 1824. José Gutiérrez de la Vega. Sevilla, 1791- Madrid, 1865. Colección M. del Moscoso.

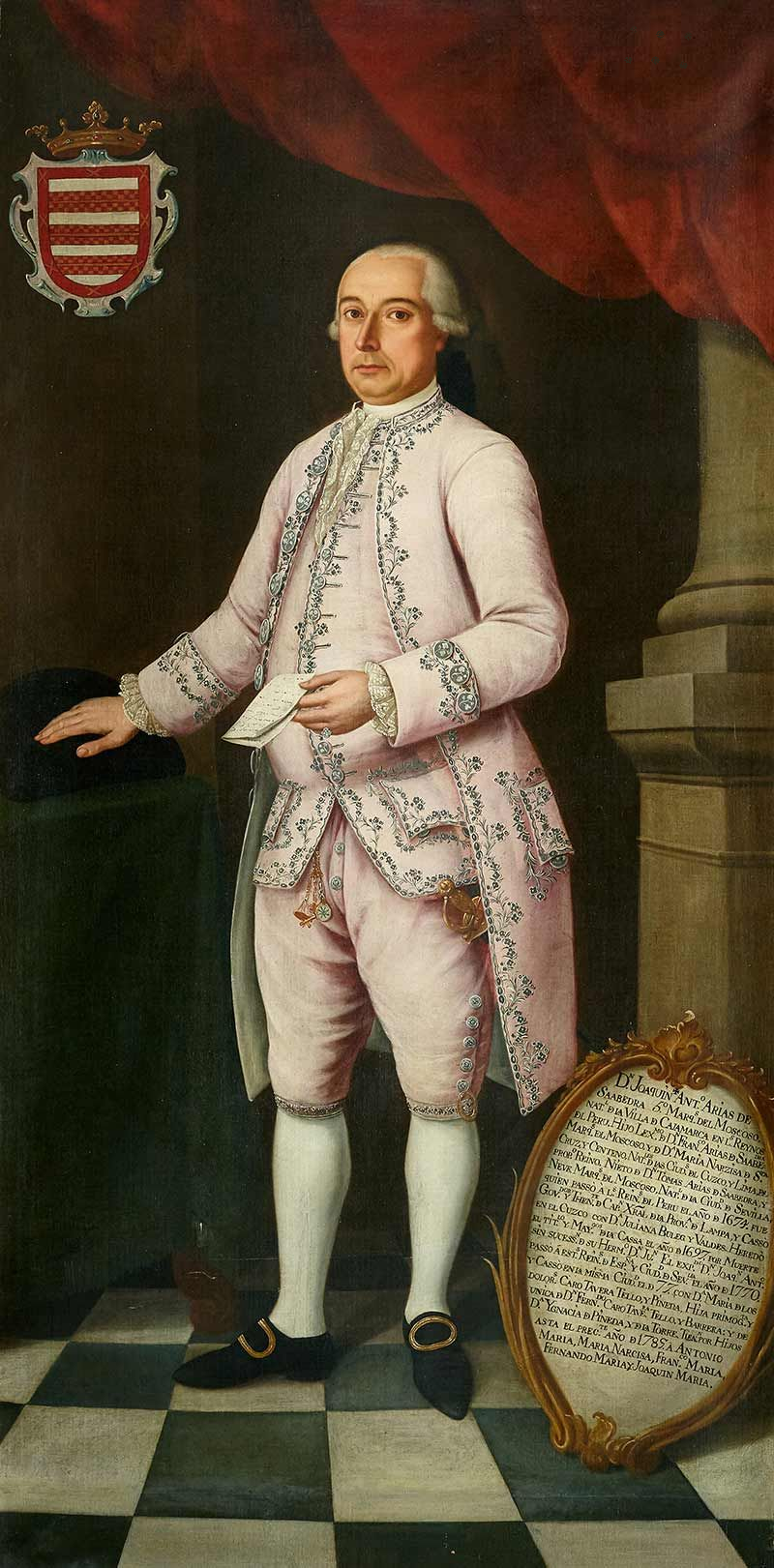
Joaquín Antonio Arias de Saavedra y Santa Cruz. V marqués del Moscoso y XIII conde de Castellar. Escuela Española. 1785. Anónimo. Colección M. Moscoso.

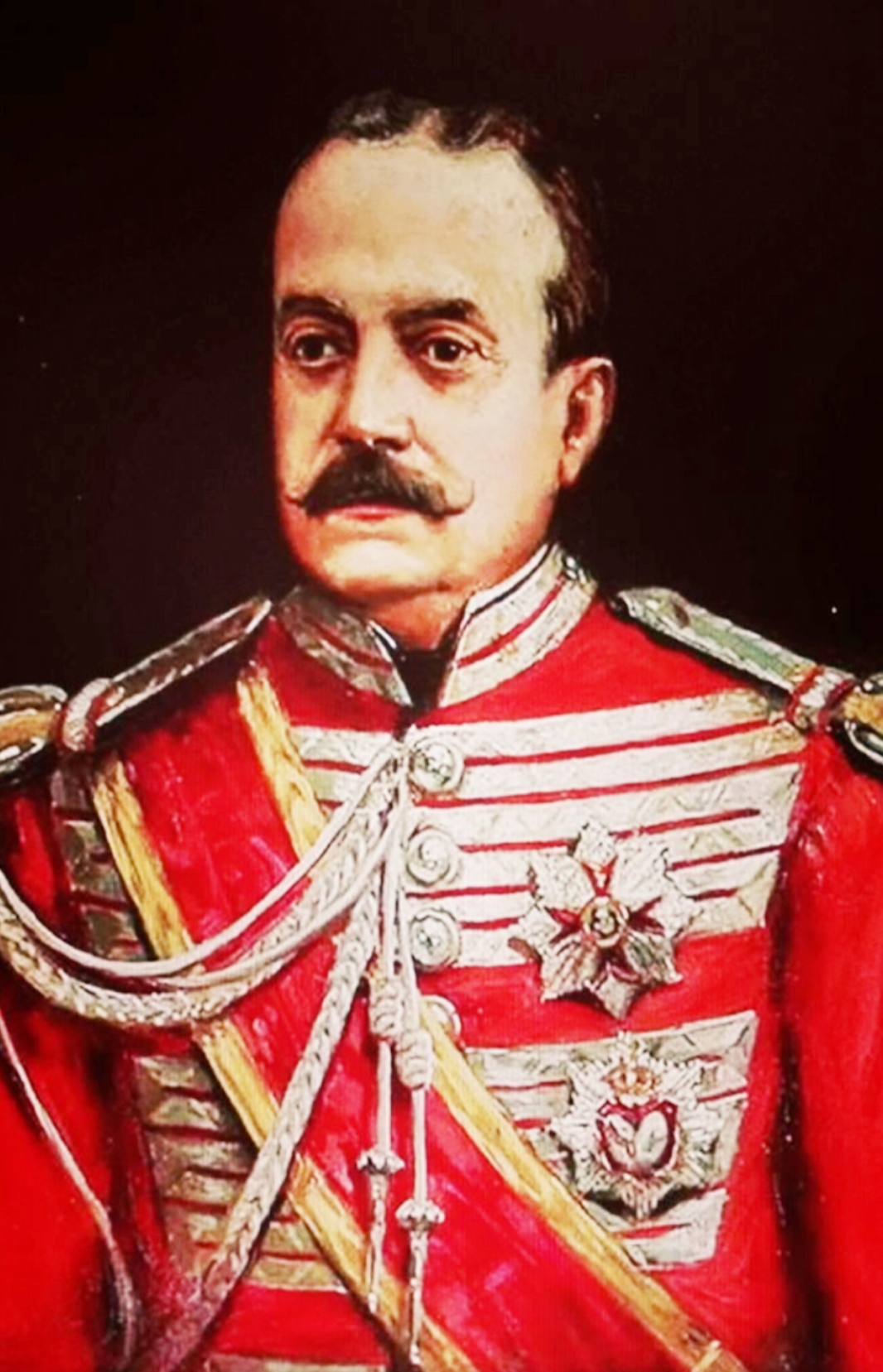
José María de León y Manjón. IX marqués del Moscoso. José Moya del Pino (1891-1969). Colección M. Valle de la Reina.

- Juan Arias de Saavedra, "el Famoso", I señor del Castellar y I señor de El Viso, alcaide de Jimena y conquistador de la villa de Castellar de la Frontera en 1434, era hijo de Fernán Darias de Saavedra Pacheco y Páez de Castro, alcaide de Cañete la Real, Veinticuatro de Sevilla, hijo del XXII señor de Arias de Saavedra y nieto del II señor de Espejo.

1. Casó con Leonor Martel Peraza, hija de Gonzalo Pérez Martel, VI señor de Almonaster[4] y conquistador de las Islas Canarias bajo Enrique III).[5] Le sucedió su hijo:

- Juan Arias de Saavedra y Martel, II señor del Castellar, II señor del Viso y Alfaqueque Mayor de Castilla.

1. Casó con Juana de Avellaneda y Fajardo, hija del señor de Castrillo. Le sucedió su hijo:

- Fernán Arias de Saavedra y de Avellaneda, III señor del Castellar y III señor del Viso, Alfaqueque Mayor de Castilla, (hermano de Gonzalo de Saavedra, Comendador de Montalbán de la orden de Santiago y Mariscal de Castilla).

1. Casó con Constanza Ponce de León y González de Oviedo, hija de Juan Ponce de León y Ayala, I marqués de Cádiz y II conde de Arcos (y hermana de Rodrigo Ponce de León, III Conde de Arcos, I Duque de Cádiz, I Marqués de Zahara, X Señor de Marchena, Capitán de los Reyes Católicos en la Guerra de Granada y conquistador de Málaga 1487). Les sucedió su hijo:

- Juan Arias de Saavedra y Ponce de León, IV señor de Castellar y después I conde del Castellar, que sigue:

## Condes de Castellar
- Juan Rodrigo Arias de Saavedra y Ponce de León, I conde del Castellar, caballero de la orden de Santiago, Alfaqueque mayor de Castilla, Vasallo del Rey, Alguacil mayor de Sevilla y del Tribunal de su Inquisición.

1. Casó con María Pérez de Guzmán Figueroa y Manuel, (nieta de Juan Alonso Pérez de Guzmán, I Duque de Medina Sidonia y de Lorenzo II Suárez de Figueroa, I Conde de Feria), descendiente de Fernando I. Crearon el Mayorazgo del Señorío del Moscoso y el Loreto en 1540, con privilegio otorgado por Carlos I en favor de su hijo Juan, que sigue:

## Señores del Moscoso
- Juan de Saavedra y Guzmán, I Señor del Moscoso. Caballero de Santiago y Alguacil Mayor de la Inquisición de Sevilla (1583). Hijo segundogenito del anterior.

1. Casó con Catalina Enríquez de Ribera y Martel, hija de Fadrique Enríquez de Ribera, –fundador de la Casa de Alcalá, I marqués de Tarifa y VI adelantado mayor de Andalucía, y descendiente de Fadrique de Castilla y de Alfonso XI– e Isabel Martel. Le sucedió su hijo:

- Juan de Saavedra y Enríquez de Ribera, II señor del Moscoso. Caballero de Santiago y Alguacil Mayor de la Inquisición de Sevilla.

1. Casó con Leonor Venegas de Quesada y Alvarado. (Hija de Pedro Venegas de Quesada, IX Señor de Garcíez y Alcaide de Zafra y de su segunda esposa Catalina de Figueroa y Alvarado, que aportaría el Mayorazgo de Alvarado).[6] Le sucedió su hijo:

- Juan de Saavedra y Venegas de Quesada, III Señor del Moscoso. Señor de los mayorazgos de Loreto y Alvarado, Caballero de la Orden de Calatrava y Alguacil Mayor de la Inquisición de Sevilla, Gentilhombre de boca de sus Majestades Felipe III y Felipe IV.[7]

1. Casó con Juana María Ramírez de Arellano y González de Medina, hija del Ldo. Gil Ramírez de Arellano, "El Consejero ". Señor y Alférez mayor de Villaescusa, Señor de la Poveda, caballero de la Orden de Santiago, patrón de la Divisa, Solar y Casa Real de la Piscina, miembro del Consejo Supremo de Felipe III, de la Cámara de Castilla, Oidor y Fiscal de la Chancillería de Valladolid, Fiscal del Consejo Real, Consejero y Comisario de Cruzada, procurador en Cortes y asesor de la Real Junta del Bureo de la Reina, Presidente de la Mesta y Confirmador de Privilegios y Mercedes Reales. Descendiente de Ramiro Sánchez de Pamplona, del rey García Sánchez III de Navarra y de Rodrigo Díaz de Vivar. Personaje de singular cultura, al cual se le debe, entre otros, el descubrimiento del Cantar de mio Cid, así como haber otorgado la licencia a Cervantes para publicar su obra El Quijote.[8] Le sucedió su hijo:

- Juan Arias de Saavedra y Ramírez de Arellano (Madrid, 1 de abril de 1621-Sevilla,  21 de julio de 1687), IV señor del Moscoso y I marqués del Moscoso. Caballero de Santiago y Alguacil Mayor de la Inquisición de Sevilla, Alcalde de la Divisa, Solar y Casa Real de la Piscina que sigue:

## Marqueses del Moscoso
- Juan Arias de Saavedra Alvarado y Ramírez de Arellano, I marqués del Moscoso, caballero de la orden de Santiago, Alguacil mayor de la Inquisición de Sevilla, alférez mayor de Villaescusa de Haro, señor del heredamiento de Horate, de la villa de Poveda, del Palacio de los Caballeros de Montoria en la Sosierra de Navarra, Capitán de caballos coraza y miembro fundador de la Real Maestranza de Caballería de Sevilla Gentilhombre de Boca de Su Majestad Carlos II.

1. Casó en 1640, con María Luisa de Neve y Ramírez de Cartagena, hija de Francisca Ramírez de Cartagena y de Miguel de Neve, (Cargador a Indias descendiente de las nobles familias flamencas Vande Gouberghe y Van der Linden. Cónsul y Consiliario de la Universidad de Cargadores a Indias, miembro fundador de la Compañía del Almirantazgo de los Países Septentrionales, Depositario General de la Ciudad de Sevilla, Jurado del Cabildo) y sobrina del canónigo de la Catedral Justino de Neve (mecenas e impulsor del pintor Bartolomé Esteban Murillo).[9] Le sucedió su hijo:

- Juan Antonio Arias de Saavedra Alvarado y Neve, II marqués del Moscoso. Alférez mayor de Villaescusa de Haro. Desde 1687 a 1696. Sin descendencia. Le sucede su hermano:
- Tomas Bernardo Arias de Saavedra y Neve, (* Sevilla, 15-3-1653 / + Lima, 26-10-1713). III marqués del Moscoso, Alguacil Mayor de la Inquisición, hasta que se traslada a Lima en 1674 con su prima Teresa María Arias de Saavedra, VII Condesa de Castellar, (esposa de Baltasar de la Cueva y Enríquez de Cabrera, Virrey del Perú), donde ejerció como Gobernador y Teniente de la Capitanía general de la Provincia de Lampa en este virreinato.

1. Casó con Juana Bulegue y Valdés-Llanos (hija del hacendado criollo Francisco de Buleje y Pedraza, Regidor perpetuo de la Ciudad de Cuzco, Regidor de Lima y alcalde de la Santa Hermandad). Le sucedió su hijo:

- Francisco Arias de Saavedra y Bujele, IV marqués del Moscoso. Señor de Loreto y de Alvarado, Alférez Mayor de Villaescusa de Haro, Gobernador de la Provincia de Cajamarca, Capitán de Infantería. Nacido en el Virreinato del Perú.

1. Casó con María Narcisa de Santa Cruz y Centeno. (Hija de José de Santa Cruz y Gallardo, II Conde de San Juan de Lurigancho, Caballero de la Orden de Santiago y Gobernador de Chile). Fueron sus hijos:
  1. Joaquín Arias de Saavedra y Santa Cruz, XIII. Conde de Castellar y V Marqués del Moscoso. Que sigue.
  2. Antonio Arias de Saavedra y Santa Cruz, Señor del Loreto y de Villaescusa de Haro.
  3. Francisco Arias de Saavedra y Santa Cruz, Regidor perpetuo de Lima, I Conde de Casa Saavedra (Lima, 1746 – 1823).

- Joaquín Arias de Saavedra y Santa Cruz, V marqués del Moscoso y XIII conde de Castellar'. Señor y Patrono de los Mayorazgos de la Casa en el Virreinato del Perú, Alférez perpetuo de Villaescusa de Haro, Hermano mayor de la Hermandad de la Soledad y Caballero maestrante de la Real Maestranza de caballería de Sevilla. Obtuvo reconocimiento a su mejor derecho sucesorio a los Estados del Señorío del Viso y del Condado de Castellar. Nacido en Perú se muda a Sevilla en 1770.[10]

1. Casó en Sevilla el 6-1-1777 con María Dolores Caro-Tabera de Tello y Pineda, (hija de los Condes de Villapineda y sobrina del Teniente General de la Armada Juan de Araoz y Caro), la cual incorporaría el Mayorazgo Caro-Tavera. Le sucedió su hijo:

- Antonio Arias de Saavedra y Caro-Tabera, VI marqués del Moscoso y XIV conde de Castellar.(* Sevilla,15-12-1777 - + Sevilla, 5-2-1838).Señor de las villas del castellar de la Frontera y del Viso de Alcor, Gentilhombre de cámara de S. M. con ejercicio, Alfaqueque mayor de Castilla, Alférez mayor perpetuo de Villaescusa de Haro. Regidor perpetuo y preeminente de la ciudad de Carmona, Patrono y Pariente mayor de la Real Orden de la Divisa de Ntra. Señora de la Piscina en la Sosierra de Navarra, Caballero Maestrante de la Real Maestranza de Sevilla y Comandante del Ier Escuadrón de Voluntarios Realistas.

1. Casó en Madrid,(1-4-1806) con María de los Dolores Araoz y Arredondo, Dama de la Orden de las Damas Nobles de la Reina María Luisa. Hija de José María Araoz y Cortés Caballero, Señor de las Villas de Bermejo (Álora) y Paternilla, Maestrante de la Real Maestranza de Caballería de Sevilla y Dª Isabel Arredondo y Montijo. Le sucedió su hijo:

- Joaquín Arias de Saavedra y Araoz, VII marqués del Moscoso y XV conde de Castellar.(*Baza, Granada 18/12/1807 – +Sevilla 26/03/1879). Maestrante de la Real Maestranza de caballería de Sevilla. Gentilhombre de Cámara de S. M. Comendador de la Real Orden de Carlos III (1856), Comendador de la Orden de los Santos Mauricio y Lázaro (1857), Caballero Gran Cruz de la Orden de Isabel la Católica (1859).

1. Casó con María de los Dolores de Cárdenas y Orozco. (Nieta de Francisco Javier Cárdenas y Dávila, V Conde de Gómara y IV Marqués de Grañina y hermana de Francisco Javier de Cárdenas y Orozco Villavicencio, V marqués de Grañina y VI conde de Gómara). Le sucedió su nieto:

- Antonio Arias de Saavedra y Pérez de Vargas VIII marqués del Moscoso.

1. Casó con Fernanda de contreras y Messia, natural de Jaén, Dama de la Orden de las Damas Nobles de la Reina María Luisa, hija de don Francisco Contreras y Aranda, (hijo del I Vizconde de Begíjar) y de Isabel de Aranda y Salazar, (hija de Juan José de Aranda Álvarez de Sotomayor, Señor de la Montillana y hermana de Rodrigo de Aranda y Salazar, XI Conde de Humanes). Sin descendencia. Le sucedió su prima:

- María Justa Arias de Saavedra y Pérez de Vargas, IX marquesa del Moscoso y VIII condesa de Gómara, hija de Rafael Arias de Saavedra y Cárdenas, VII conde de Gómara y VI marqués de Grañina, (hijo del VII Marqués del Moscoso y XV Conde de Castellar) y de Ana María Pérez de Vargas y Cañavate, (hija del IV marqués del Contadero).

1. Casó en Sevilla en la Parroquia de la Magdalena con José de León y Manjón, VII marqués del Valle de la Reina, Caballero Maestrante de Sevilla, hermano de María de las Mercedes de León y Manjón IX marquesa de Mirabal y primo de Eduardo de León y Manjón, VI Marqués de Méritos, VIII Conde de Lebrija y II Marqués de Blegua). Le sucedió en 1949 su hijo:

- Antonio de León y Arias de Saavedra, X marqués del Moscoso. Caballero de la Orden de Alcántara, Caballero Maestrante de la Real Maestranza de caballería de Sevilla, Comandante de la Legión Española, Hermano Mayor Honorario de Ntra. Sra de los Reyes y Hermano Mayor de la Cofradía del Silencio de Sevilla. (Hermano del famoso compositor Rafael de León y Arias de Saavedra, IX Conde de Gómara y VIII Marqués del Valle de la Reina; hermano de Federico de León y Arias de Saavedra, IX Marqués de Alcántara del Cuervo; y tío de Pedro María de León y Santigosa, X Conde de Gómara, IX Marqués del Valle de la Reina y VIII conde de la Quintería, hijo de su otro hermano José María de León y Arias de Saavedra, Caballero Maestrante y Teniente de artillería).

1. Casó en Madrid con María del Pilar Rosillo y Herrero, hija de Miguel Rosillo y Ortiz-Cañavate, I conde de Rosillo. Fue su hija María del Pilar de León y Rosillo, Condesa de Fuerteventura, que no llegó a suceder.

- Concepción Herrera de León, XI marquesa del Moscoso sobrina del anterior,[11] casada con Antonio Ramírez de la Lastra.